# Jean-François-Thomas Goulard
Jean-François-Thomas Goulard (7 décembre 1755, Montpellier - 1er juillet 1830) est un homme de lettres et politique français.

## Biographie
Originaire de Nîmes, fils de Thomas Goulard, professeur-démonstrateur de chirurgie et d'anatomie à Montpellier, il s'occupa de littérature, se fit connaître par quelques vaudevilles et chansons, et remplit à Versailles, sous le premier Empire et sous le gouvernement de la Restauration, les fonctions d'administrateur des domaines de la couronne et dépendances.
Le 10 août 1810, il fut élu par le Sénat conservateur député de Seine-et-Oise au Corps législatif, où il se montra d'abord le zélé partisan de la politique napoléonienne ; mais, en 1814, il s'empressa d'adhérer à la déchéance de l'empereur, et, dans la « Chambre des députés des départements », il soutint le pouvoir royal.
Goulard appuya, par exemple, le projet de loi de l'abbé de Montesquiou sur la censure, se prononça pour la restitution aux émigrés des biens non vendus, et fit l'éloge du maréchal Macdonald.

## Publications
- Agis, parodie en un acte (1782)
- Cassandre mécanicien, ou le Bateau volant (1783)
- Les Deux Sérénades, comédie en deux actes et en prose mêlée d’ariettes, musique de Nicolas Dalayrac, créée le 23 janvier 1788 à l'Opéra-Comique (salle Favart).
- Florestan, ou la Leçon, comédie en deux actes (1799)

## Sources
- « Jean-François-Thomas Goulard », dans Adolphe Robert et Gaston Cougny, Dictionnaire des parlementaires français, Edgar Bourloton, 1889-1891 [détail de l’édition]
- « Jean-François-Thomas Goulard », dans Michel Nicolas, Histoire littéraire de Nîmes et des localités voisines qui forment actuellement le département du Gard, t. III, Ballivet et Fabre, 1854 (BNF 31015881, lire en ligne), p. 306-307.